# Развој светског рекорда у бацању кладива за мушкарце
Први резултат у бацању кладива забележен је 10. маја 1828. у Великој Британији када је Енглез Адам Вилсон бацио кладиво 27,74 м. Први званични најбољи резултат на свету регистрован је 1883. године, а поставио га је Џон Груера (Велика Британија), са резултатом од 30,85. Истакнутији такмичар почетком 20. века био је Џон Фланаган (САД) који је 13 пута поправљао најбољи резултат док се није 1909 учврстио на 56,19 м.
Први светски рекорд у бацању кладива за мушкарце признат је од ИААФ (International Association of Athletics Federations — Међународна атлетска федерација), 1913. године. Тренутни рекорд код мушкараца је 86,74 метра а поставио га је Јуриј Седих из Совјетског Савеза, данас Русије на Европском првенству у Штутгарту 30. августа 1986.

### Најбољи резултати у бацању кладива за мушкарце

#### Незванично
| Пласман | Резултат | Име              | Држава               | Место                             | Датум               |
| ------- | -------- | ---------------- | -------------------- | --------------------------------- | ------------------- |
| 1.      | 27,24    | Адам Вилсон      | Уједињено Краљевство | Hunter`s Tryst (Единбург) Шкотска | 10. мај 1828.       |
| 2       | 30,85    | Џон Груера       | Уједињено Краљевство |                                   | 1883                |
| 3.      | 39,40    | Вилијам Бери     | Ирска                | Њујорк, САД                       | 12. август 1888.    |
| 4.      | 40,46    | Џејмс Мичел      | САД                  | Бејон, Њу Џерзи САД               | 12. јун 1889.       |
| 5.      | 40,74    | Џејмс Мичел      | САД                  | Елктон, САД                       | 10. октобар 1889.   |
| 6.      | 40,80    | Џејмс Мичел      | САД                  | Њујорк, САД                       | 13. јун 1891.       |
| 7.      | 42,41    | Џејмс Мичел      | САД                  | Њујорк, САД                       | 12. септембар 1891. |
| 8.      | 42,63    | Џејмс Мичел      | САД                  | Детроит, САД                      | 29. септембар 1891. |
| 9.      | 43,06    | Џејмс Мичел      | САД                  | Њујорк, САД                       | 10. октобар 1891.   |
| 10.     | 43,20    | Џејмс Мичел      | САД                  | Њујорк, САД                       | 18. јун 1892.       |
| 11.     | 44,21    | Џејмс Мичел      | САД                  | Њујорк, САД                       | 8. октобар 1892.    |
| 12.     | 44,46    | Џон Фланаган     | Ирска                | Клонмел, Уједињено Краљевство     | 9. септембар 1895.  |
| 13.     | 44,80    | Џон Фланаган     | Ирска                | Лондон, Уједињено Краљевство      | 6. април 1896.      |
| 14.     | 45,94    | Џон Фланаган     | Ирска                | Бејон, Њу Џерзи САД               | 31. мај 1897.       |
| 15.     | 46,81    | Џон Фланаган     | Ирска                | Њу Орлеанс, САД                   | 15. мај 1898.       |
| 16.     | 46,84    | Џосаја Макракен  | САД                  | Њујорк, САД                       | 30. мај 1898.       |
| 17.     | 47,18    | Џон Фланаган     | Ирска                | Њујорк, САД                       | 11. јун 1898.       |
| 18.     | 48,26    | Џон Фланаган     | Ирска                | Њујорк, САД                       | 11. јун 1898.       |
| 19.     | 48,27    | Џон Фланаган     | Ирска                | Бостон, САД                       | 23. јул 1898.       |
| 20.     | 49,38    | Томас Кејли      | Ирска                | Лимерик, Уједињено Краљевство     | 8. јун 1899.        |
| 21.     | 50,01    | Џон Фланаган     | Ирска                | Њујорк, САД                       | 22. јул 1899        |
| 22.     | 50,24    | Џон Фланаган     | Ирска                | Њујорк, САД                       | 30. јул 1899.       |
| 23.     | 50,82    | Џон Фланаган     | Ирска                | Њујорк, САД                       | 23. септембар 1899. |
| 24.     | 51,10    | Џон Фланаган     | Ирска                | Њујорк, САД                       | 23. септембар 1899. |
| 25.     | 51,61    | Џон Фланаган     | Ирска                | Њујорк, САД                       | 29. септембар 1900. |
| 26.     | 52,35    | Џон Фланаган     | САД                  | Њујорк, САД                       | 2. септембар 1901.  |
| 22.     | 52,71    | Џон Фланаган     | САД                  | Њујорк, САД                       | 31. јул 1904.       |
| 23.     | 52,91    | Matthew McGrath, | САД                  | Монтреал, Канада                  | 21. септембар 1907. |
| 24.     | 53,38    | Џон Фланаган     | САД                  | Торингтон, САД                    | 20. јун 1908.       |
| 25.     | 56,18    | Џон Фланаган     | САД                  | Њу Хејвен, САД                    | 24. јул 1909.       |
| 26.     | 57,10    | Matthew McGrath  | САД                  | Њујорк, САД                       | 29. октобар 1911.   |

### Светски рекорди у бацању кладива за мушкарце

#### Званично премаИААФ
| Резултат | Име                | Дад. рођ.           | Држава          | Датум               | Место                               |
| -------- | ------------------ | ------------------- | --------------- | ------------------- | ----------------------------------- |
| 57,77    | Патрик Рајан       | 20. март 1883.      | САД             | 17. август 1913.    | Њујорк САД                          |
| 58,13    | Ервин Бласк        | 20. март 1910.      | Трећи рајх      | 7. август 1938.     | Берлин Немачка                      |
| 58,24    | Карл Хајн          |                     | Трећи рајх      | 14. јули 1948.      | Оснабрик, Немачка                   |
| 59,00    | Ервин Бласк        | 20. март 1910.      | Трећи рајх      | 27. август 1938.    | Стокхолм, Шведска                   |
| 59,02    | Имре Немет         | 23. септембар 1917. | Мађарска        | 14. јули 1948       | Татабања Мађарска                   |
| 59,57    | Имре Немет         | 23. септембар 1917. | Мађарска        | 4. септембар 1949   | Катовице, Пољска                    |
| 59,88    | Имре Немет         | 23. септембар 1917. | Мађарска        | 19. мај 1950.       | Будимпешта, Мађарска                |
| 60,34    | Јозеф Чермак       | 14. фебруар 1932.   | Мађарска        | 24. јули 1952.      | Хелсинки, Финска                    |
| 61,25    | Свер Стандли       | 30. новембар 1925.  | Норвешка        | 14. септембар 1952. | Осло, Норвешка                      |
| 62,36    | Свер Стандли       | 30. новембар 1925.  | Норвешка        | 5. септембар 1953.  | Осло, Норвешка                      |
| 63,34    | Михаил Кривоносов  | 1. мај 1929.        | Совјетски Савез | 29. август 1954.    | Берн, Швајцарска                    |
| 64,05    | Станислав Њенашев  |                     | Совјетски Савез | 12. децембар 1954.  | Баку, СССР                          |
| 64,33    | Михаил Кривоносов  | 1. мај 1929.        | Совјетски Савез | 4. август 1955.     | Варшава, Пољска                     |
| 64,52    | Михаил Кривоносов  | 1. мај 1929.        | Совјетски Савез | 19. септембар 1955. | Београд, СФРЈ                       |
| 65,85    | Михаил Кривоносов  | 1. мај 1929.        | Совјетски Савез | 25. април 1956.     | Наљчик, СССР                        |
| 66,38    | Михаил Кривоносов  | 1. мај 1929.        | Совјетски Савез | 8. јули 1956.       | Минск, СССР                         |
| 67,32    | Михаил Кривоносов  | 1. мај 1929.        | Совјетски Савез | 22. октобар 1956    | Ташкент, СССР                       |
| 68,54    | Харолд Коноли      | 1. август 1931.     | САД             | 2. новембар 1956.   | Лос Анђелес САД                     |
| 68,68    | Харолд Коноли      | 1. август 1931.     | САД             | 20. јун 1958.       | Бејкерсфилд, САД                    |
| 70,33    | Харолд Коноли      | 1. август 1931.     | САД             | 12. август 1960.    | Волнат, САД                         |
| 70,67    | Харолд Коноли      | 1. август 1931.     | САД             | 21. јули 1962.      | Станфорд, САД                       |
| 71,06    | Харолд Коноли      | 1. август 1931.     | САД             | 29. мај 1965.       | Ceres                               |
| 71,26    | Харолд Коноли      | 1. август 1931.     | САД             | 20. јун 1965.       | Волнат, САД                         |
| 73,74    | Ђула Животски      | 25. фебруар 1937.   | Мађарска        | 4. септембар 1965.  | Дебрецин, Мађарска                  |
| 73,76    | Ђула Животски      | 25. фебруар 1937.   | Мађарска        | 14. септембар 1968. | Будимпешта, Мађарска                |
| 74,52    | Ромуалд Клим       | 25. мај 1933.       | Совјетски Савез | 15. јун 1969.       | Будимпешта, Мађарска                |
| 74,68    | Анатоли Бондарчук  | 31. мај 1940.       | Совјетски Савез | 20. септембар 1969. | Атина, Грчка                        |
| 75,48    | Анатоли Бондарчук  | 31. мај 1940.       | Совјетски Савез | 13. октобар 1969.   | Ровно                               |
| 76,40    | Валтер Шмит        | 7. август 1948.     | Западна Немачка | 4. септембар 1971.  | Лар Западна Немачка                 |
| 76,60    | Рајхард Тајмер     | 28. фебруар 1948.   | Источна Немачка | 4. јули 1974.       | Лајпциг Источна Немачка             |
| 76,66    | Алексеј Спиридонов | 20. новембар 1951.  | Совјетски Савез | 11. септембар 1974. | Минхен Западна Немачка              |
| 76,70    | Karl-Hans Riehm    | 31. мај 1951.       | Западна Немачка | 19. мај 1975.       | Релинген                            |
| 77,56    | Karl-Hans Riehm    | 31. мај 1951.       | Западна Немачка | 19. мај 1975.       | Релинген                            |
| 78,50    | Karl-Hans Riehm    | 31. мај 1951.       | Западна Немачка | 19. мај 1975.       | Релинген                            |
| 79,30    | Валтер Шмит        | 7. август 1948.     | Западна Немачка | 14. август 1975     | Франкфурт на Мајни, Западна Немачка |
| 80,14    | Борис Сајтчук      | 28. август 1947.    | Совјетски Савез | 9. јули 1978.       | Москва, СССР                        |
| 80,32    | Karl-Hans Riehm    | 31. мај 1951.       | Западна Немачка | 6. август 1978.     | Хајденхајм, Западна Немачка         |
| 80,38    | Јуриј Седих        | 11. мај 1955.       | Совјетски Савез | 16. мај 1980.       | Пијексемеки, Финска                 |
| 80,46    | Jüri Tamm          | 5. фебруар 1957.    | Совјетски Савез | 16. мај 1980.       | Пијексемеки, Финска                 |
| 80,64    | Јуриј Седих        | 11. мај 1955.       | Совјетски Савез | 16. мај 1980.       | Пијексемеки, Финска                 |
| 81,66    | Сергеј Литвинов    | 23. јануар 1958.    | Совјетски Савез | 24. мај 1980.       | Сочи, СССР                          |
| 81,80    | Јуриј Седих        | 11. мај 1955.       | Совјетски Савез | 31. јули 1980.      | Москва, СССР                        |
| 83,98    | Сергеј Литвинов    | 23. јануар 1958.    | Совјетски Савез | 4. април 1982.      | Москва, СССР                        |
| 84,14    | Сергеј Литвинов    | 23. јануар 1958.    | Совјетски Савез | 21. јуни 1983.      | Москва, СССР                        |
| 86,34    | Јуриј Седих        | 11. мај 1955.       | Совјетски Савез | 3. март 1984.       | Корк                                |
| 86,66    | Јуриј Седих        | 11. мај 1955.       | Совјетски Савез | 22. јун 1986.       | Талин СССР                          |
| 86,74    | Јуриј Седих        | 11. мај 1955.       | Совјетски Савез | 30. август 1986.    | Штутгарт                            |